# Fernando Piñero Gallego
Fernando Piñero Gallego (Águilas, 22 de febrer de 1967) va ser un ciclista espanyol, que fou professional entre 1990 i 1994. Els principals èxits foren dues victòries d'etapes a la Setmana Catalana i a la Volta a Portugal

## Palmarès
- 1986
  - 1r a la Volta a Cartagena
- 1987
  - 1r al Circuito Montañés
- 1991
  - Vencedor d'una etapa de la Volta a Portugal
- 1992
  - Vencedor d'una etapa de la Setmana Catalana

### Resultats al Tour de França
- 1992. 60è de la classificació general

### Resultats a la Volta a Espanya
- 1992. 91è de la classificació general
- 1993. 84è de la classificació general